# York Factory Express

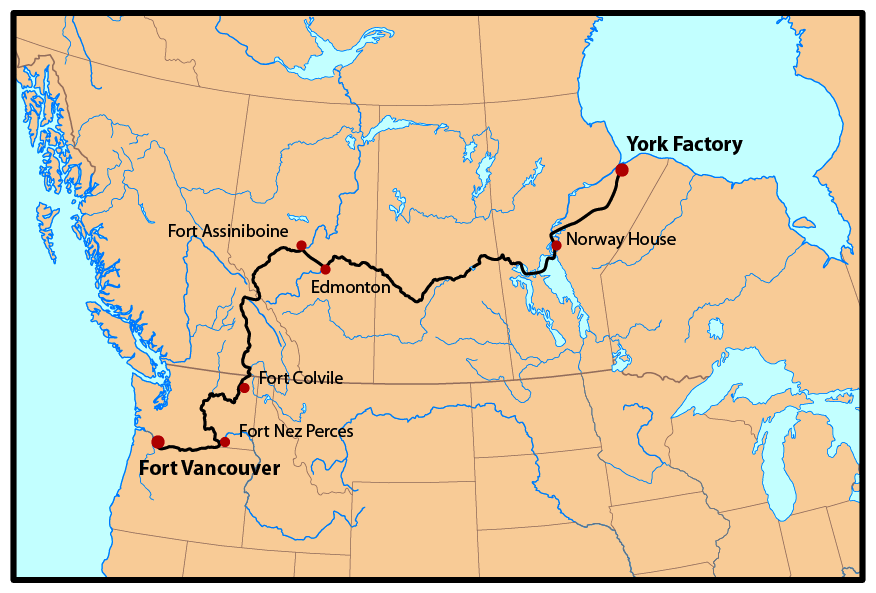
Mapa de la ruta de la York Factory Express, 1820s to 1840s. Se muestran las moderanas fronteras.

La York Factory Express (en español, literalmente, «Exprés de la Factoria de York», en el sentido de ruta rápida, directa o urgente), generalmente llamada la Express (del inglés: the Express) y también la Columbia Express o la Comunicación (the Communication), fue una ruta que cruzaba Norteamérica, de unos 4.200 km, operada en el siglo XIX por una brigada de la Compañía de la Bahía de Hudson que conectaba York Factory, a orillas de la bahía de Hudson, y Fort Vancouver, en el curso bajo del río Columbia, en la costa del Pacífico. Fue llamada express, ya que no solo se utilizaba para el transporte de materiales y pieles, sino también para enviar rápidamente informes departamentales y cartas.
Fue la principal conexión por tierra entre el departamento de Columbia y la sede principal de la HBC en York Factory. Los cargos a granel para, y desde, el departamento de Columbia eran enviados por vía marítima. La brigada de la exprés era conocida como la York Factory Express cuando realizaba su viaje hacia el este, en la primavera, y como la Columbia Express u Otoño Express (Autumn Express), en su viaje hacia el oeste, en el otoño. En ambos casos utilizaban la misma ruta. Para expedir mensajes, los mensajeros exprés a menudo pasaban por delante de los principales cuerpos que transportaban pieles y suministros.

## Ruta
De oeste a este, desde fuerte Vancouver a la fábrica de York, el trayecto exprés discurría a través de las primeras rutas canadienses en canoa como sigue:
- Se remontaba el río Columbia, pasando por los puestos comerciales de Fort Nez Perces (establecido en 1818 en la confluencia con el río Walla Walla, no lejos de la desembocadura del río Snake), Fort Okanogan (fundado en 1811 en la confluencia con el río Okanogan) y Fort Colvile (establecido en 1825 en las ahora inundadas cascadas Fettle) hasta llegar a Boat Encampment (hoy sumergido en el lago Kinbasket).
- Se cruzaba luego las Montañas Rocosas canadienses por el paso Athabasca (1.753 m) y se llegaba a Jasper House (un puesto de la NWC fundado en 1813 a orillas del río Athabasca, en la confluencia con el  río Miette).
- Se descendía aguas abajo el río Athabasca hasta Fort Assiniboine (fundado en 1823), y luego, por tierra, se iba hasta Fort Edmonton (un puesto de la HBC establecido en 1795).
- Se descendía a continuación el largo río Saskatchewan Norte y después el río Saskatchewan hasta alcanzar el lago Winnipeg.
- Vía Norway House (fundada en 1817) se llegaba hasta el río Nelson y por Último, se descendía aguas abajo el río Hayes hasta llegar finalmente a la fábrica de York, a orillas de la bahía de Hudson.[1][2]

## Historia
La York Factory Express evolucionó a partir de una antigua brigada exprés usada por la Compañía del Noroeste (North West Company, NWC) entre Fort George (originalmente Fort Astoria, el puesto comercial fundado en 1811 por la American Fur Company de John Jacob Astor), en la desembocadura del río Columbia, y Fort William, a orillas del lago Superior.
En 1821 la Compañía del Noroeste fue forzada a fusionarse con la Compañía de la Bahía de Hudson (a Instancias del gobierno británico) después de los conflictos armados ocurridos en Red River Settlement entre ambos compañías. George Simpson, director de la HBC, visitó el distrito de Columbia en 1824-25, viajando desde York Factory. Investigó una vía más rápida de la que había usado, siguiendo el río Saskatchewan y cruzando las montañas por el paso Athabasca (1.753 m). Ésta será la ruta que luego seguirían posteriormente las brigadas exprés a York Factory.

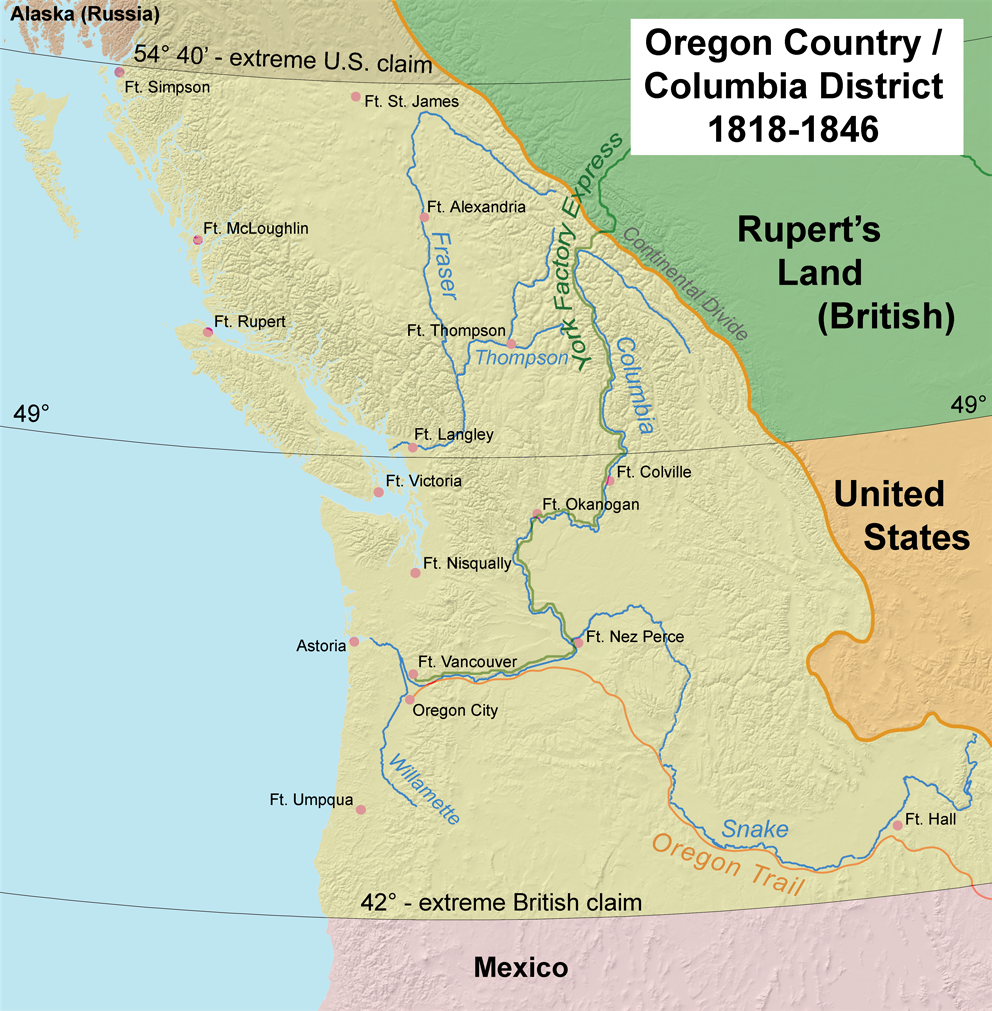
Mapa de Oregon Country "conjuntamente ocupado" por estadounidenses y británicos, mostrando la parte final de las rutas York Factory Express y Oregon Trail.

Hacia 1825 ya estaba siendo usada generalmente por dos brigadas, partiendo cada una de los extremos opuestos de la ruta en la primavera y cruzándose en el centro del continente: una de ellas partía desde Fort Vancouver, en el distrito de Columbia, en la parte inferior del río Columbia; y la otra desde la Fábrica de York, en la bahía de Hudson. Cada brigada estaba compuesta por entre cuarenta y setenta cinco hombres, y entre dos a cinco embarcaciones especialmente diseñados para este fin, y viajaban a una velocidad vertiginosa (para la época). A los indios que se encontraban en el camino se les pagaba a menudo en productos comerciales para que les ayudasen en los portages y cerca de los rápidos y cascadas innavegables. Un informe de 1839 menciona un tiempo de viaje de tres meses y diez días, casi 40 km/día de promedio. Estos hombres llevaban suministros y paquetes y mochilas para los fuertes y puestos comerciales a lo largo de la ruta. También realizaban informes sobre la situación de los suministros necesarios, pieles, etc. para John McLoughlin, el jefe de operaciones de la HBC en Oregon Country, y para los administradores de otros fuertes a lo largo de la ruta. Esto continuó hasta 1846, cuando la parte baja del Distrito de Columbia fue cedida a los Estados Unidos por el Tratado de Oregón.
Los suministros eran llevados por barco todos los años a Fort Vancouver y York Factory (donde trataron de mantener un año de abastecimiento adicional para evitar naufragios u otros desastres). Las pieles que habían comerciado eran embarcadas de vuelta en los barcos de suministro, siendo las pieles de Fort Vancouver con frecuencia enviadas a China, donde se comercializaban por productos chinos antes de regresar a Inglaterra. Las pieles de la Fábrica de York eran vendidas en Londres en una venta anual de pieles.
James Sinclair siguió la parte sur de la ruta en 1841, cuando llevó cerca de 200 colonos de la HBC desde Red River Settlement (que se encuentra cerca de la confluencia del río Assiniboine y el río Rojo del Norte, cerca de la actual Winnipeg en el distrito de Columbia). Este intento de colonización británica fracasó porque el factor jefe de Fort Vancouver, McLoughlin, estuvo muy lento para alojarlos, de modo que la mayoría de las familias se unieron finalmente a los colonos estadounidenses de Oregón que tenían la promesa de tierras libres en el valle de Willamette, al sur del río Columbia.

## Transporte

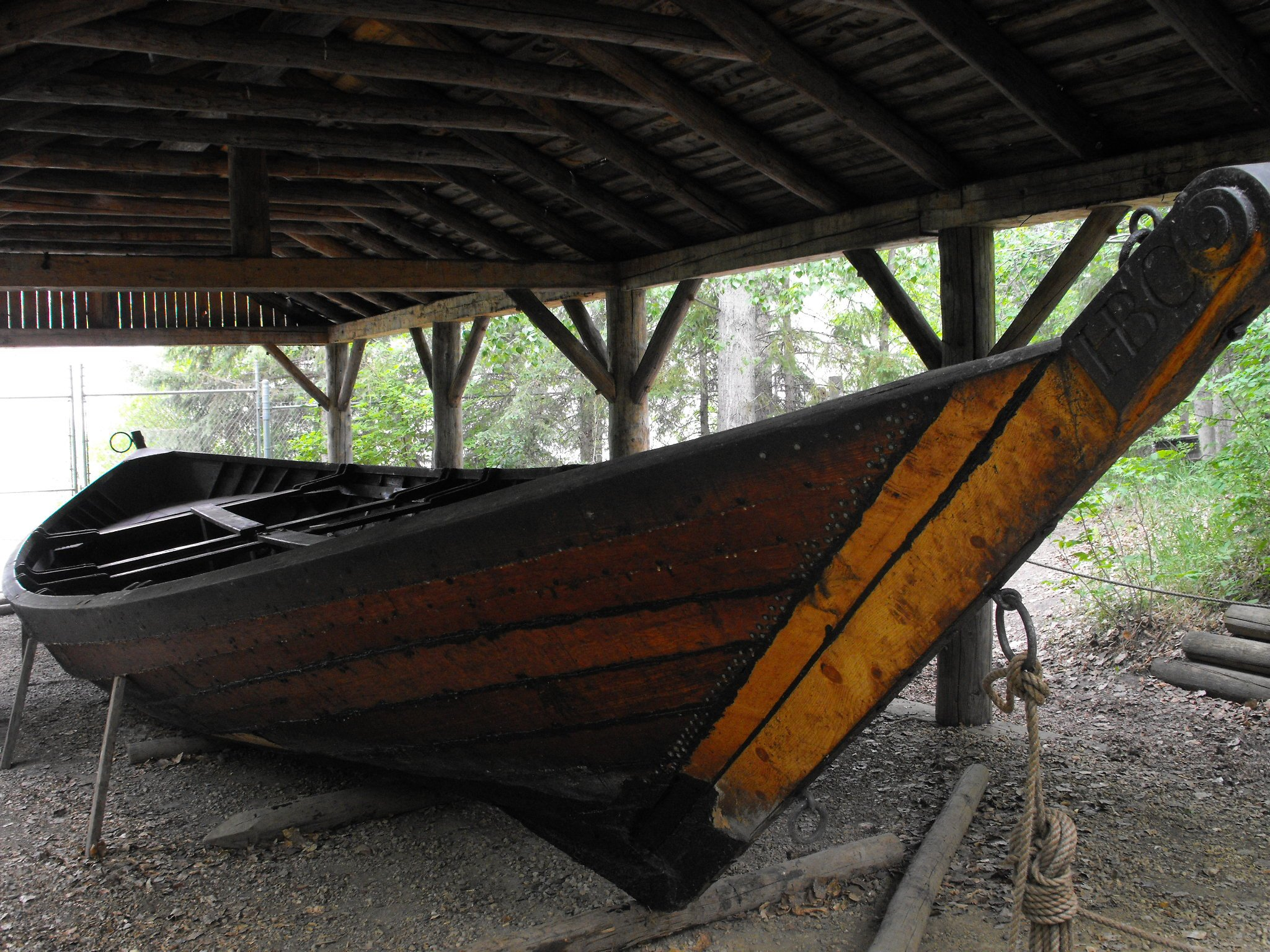
Réplica de barco de York en Fort Edmonton Park, Edmonton, Alberta

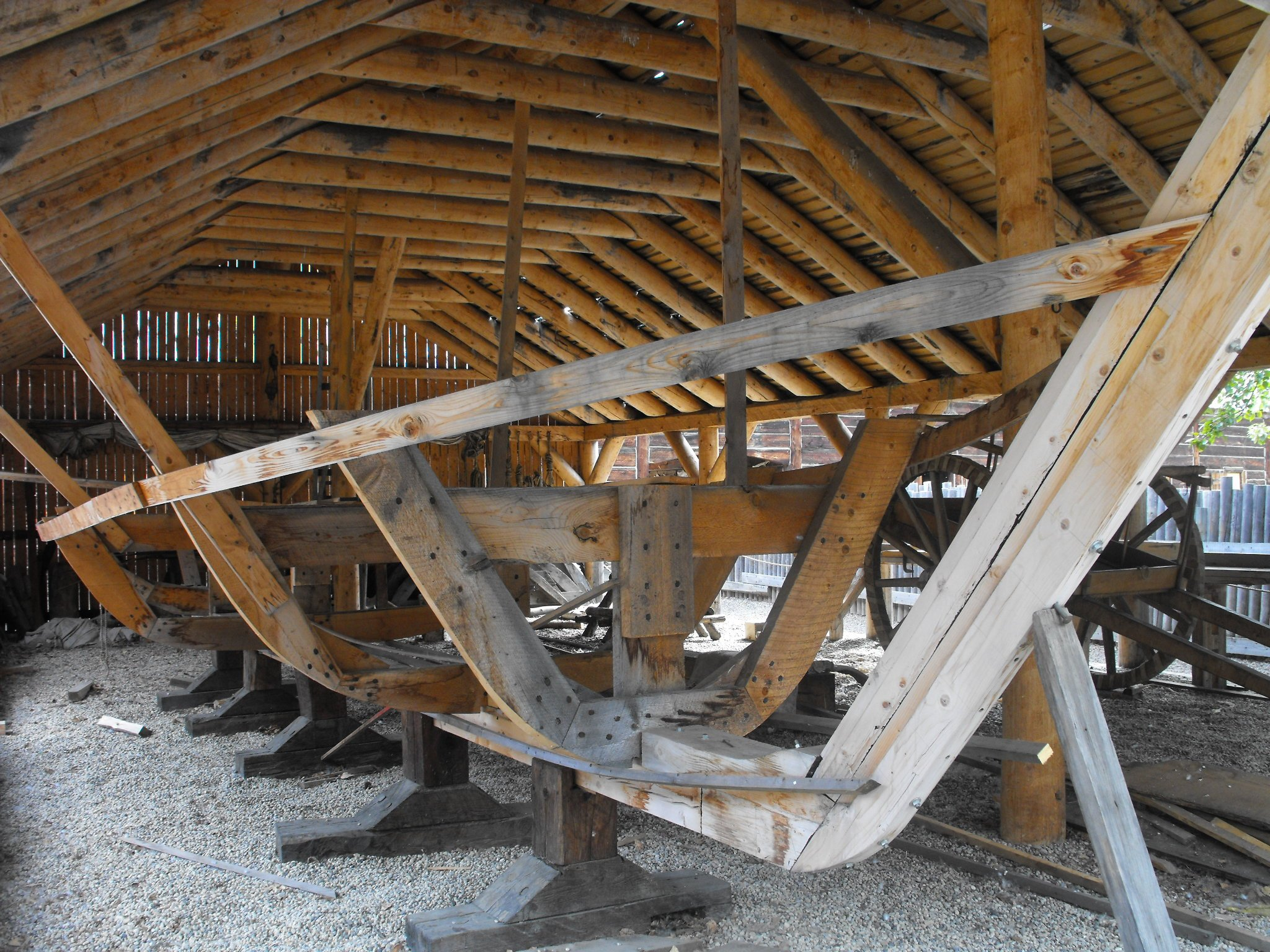
Barco de York en construcción, que muestra el uso de materiales pesados.

Una embarcación de interior, la embarcación de York, era utilizada para llevar pieles y productos para el comercio a lo largo de las vías navegables interiores en la Tierra de Rupert y el Distrito de Columbia. Las brigadas express también utilizaban estas embarcaciones, a pesar de que no llevaban una carga a granel. Las embarcaciones eran nombradas según su destino: la Fábrica de York, sede de la HBC, y fueron modeladas según los barcos de pesca de las islas Orcadas, descendientes de los barcos vikingos. Las embarcaciones de York eran preferibles a las canoas, utilizadas por los voyageurs de la NWC como barcas de carga, debido a su mayor tamaño, mayor capacidad y mejor estabilidad en aguas bravas. La construcción pesada en madera de la embarcación también le daba ventaja al viajar a través de rocas o hielo, ya que era mucho más inmune a los desgarros y perforaciones. Esa ventaja se convertía en una clara desventaja cuando era necesario un porteo. La embarcación era demasiado pesado para llevar sobre sí, y era necesario abrir un camino entre la maleza, colocar rodillos de álamo y arrastrarla laboriosamente por tierra. El terreno montañoso del Pacífico noroeste hacia necesario el uso regulares de caballos de carga en una parte significativa de las rutas de las brigadas de piel.
Un estilo de barco ligeramente diferente de la embarcación de York se hizo específicamente para su uso en el Distrito de Columbia y se construyó en el río Columbia. En 1811 la estadounidense Pacific Fur Company (PFC) introdujo el uso de bateaux en el Columbia, barcos pesados hechos de cedro aserrado. Después de que la NWC adquirió la PFC, la práctica de utilizar bateaux fue adoptada rápidamente, ya que las canoas de corteza de abedul habían probado ser demasiado peligrosas en los ríos del Pacífico noroeste. En la década de 1820, Joe McKay de la HBC describió los bateaux del Distrito de Columbia como «hecha con tablas de pino de cuarto de pulgada, y tenían treinta y dos pies de largo, y seis pies y medio de ancho en medio del barco, con ambos extremos afilados y con una quilla — movida, de acuerdo con las circunstancias de la navegación, con palas o con remos».